# 栗沢駅
栗沢駅（くりさわえき）は、北海道（空知総合振興局）岩見沢市栗沢町北本町（きたほんちょう）にある北海道旅客鉄道（JR北海道）室蘭本線の駅である。電報略号はクワ。事務管理コードは▲130336。

## 歴史

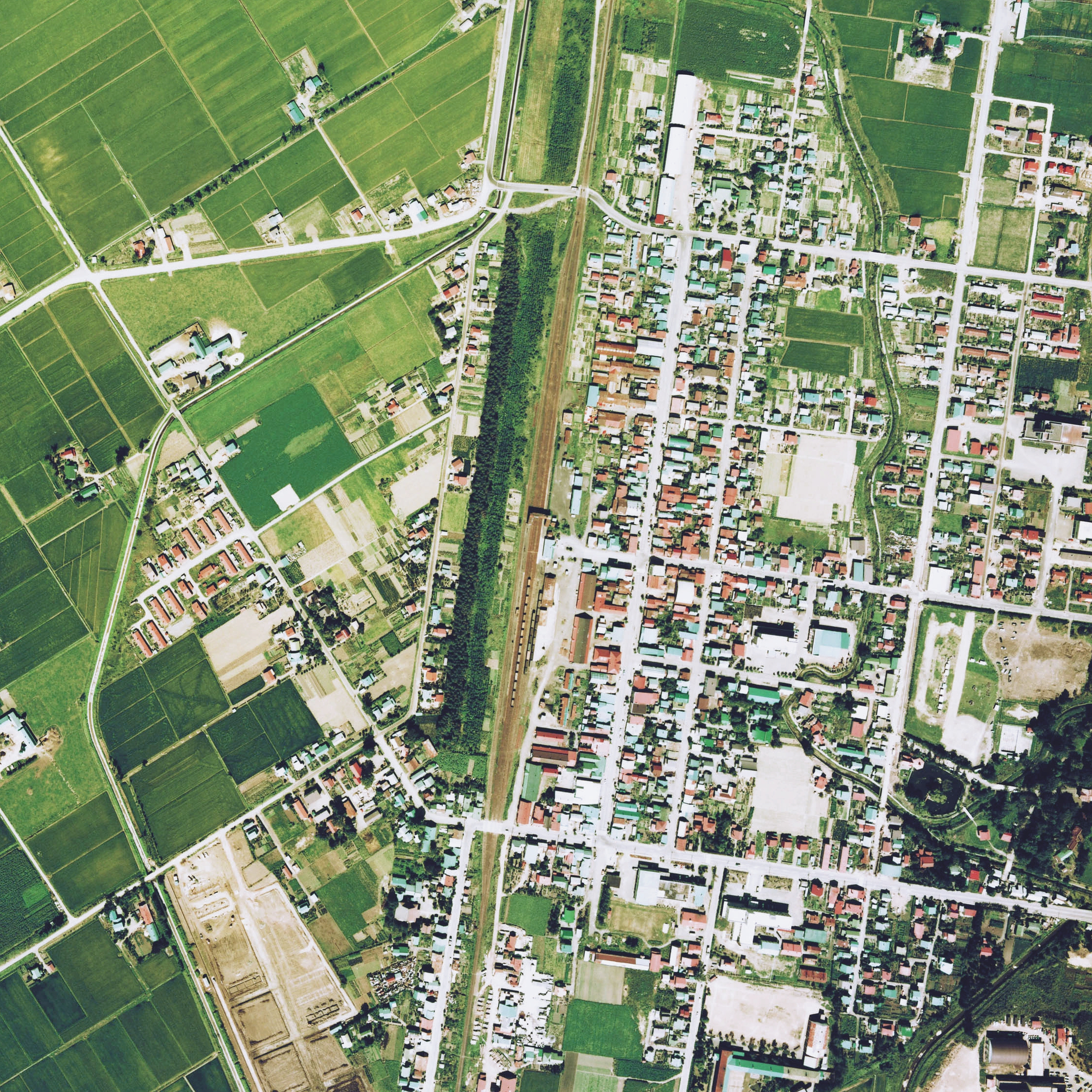
1976年の栗沢駅と周囲1 km範囲。上が岩見沢方面。単式と島式の複合型ホーム2面3線で、1・2番線間に待避用の中線をもつ。駅舎横の追分側に駅舎より大きな貨物取扱所を持つ貨物ホームと2本の引込み線を有している。

- 1894年（明治27年）10月1日：北海道炭礦鉄道栗山駅 - 岩見沢駅間に清真布駅（きよまっぷえき）として新設開業。一般駅[1]。
- 1906年（明治39年）10月1日：北海道炭礦鉄道の鉄道路線国有化により、官設鉄道に移管[1]。
- 1909年（明治42年）10月12日：線路名を室蘭本線に制定、それに伴い同線の駅となる。
- 1916年（大正5年）3月：駅舎改修[3]。
- 1937年（昭和12年）11月：駅舎改修[3]。
- 1949年（昭和24年）9月1日：栗沢駅に改称[4]。
- 1955年（昭和30年）12月：跨線橋設置[5]。
- 1972年（昭和47年）7月1日：貨物取扱い廃止[1]。
- 1980年（昭和55年）5月15日：業務委託化[6]。
- 1982年（昭和57年）11月15日：駅員無配置[5]。
- 1984年（昭和59年）
  - 2月1日：荷物取扱い廃止[1]。
  - 4月1日：無人化。
- 1987年（昭和62年）4月1日：国鉄分割民営化によりJR北海道に継承[1]。
- 1989年（平成元年）11月：駅舎改築[5]。

### 駅名の由来
当駅の所在する地名（旧町名）より。由来は、アイヌ語の「ヤㇺオナイ（yam-o-nay）」（栗・多い・川）の和訳、とする説と、栗の木が多く茂っていたことによる和名とする説がある。
旧駅名の清真布（きよまっぷ）は、当時の地名であり、アイヌ語の「キオマㇷ゚（ki-oma-p）」（茅が・ある・もの〔川〕）に由来する。現在も市街北の幌向川支流の名称として残っている。

## 駅構造
単式ホーム1面1線を有する地上駅。ホームは線路の東側（岩見沢方面に向かって右手側、旧1番線）に存在する。転轍機を持たない棒線駅となっている。かつては単式ホーム・島式ホーム複合型2面3線を有する地上駅で、列車交換可能な交換駅であった。互いのホームは単式ホーム中央部分と島式ホーム北側を結んだ跨線橋で連絡していた。跨線橋はコの字型であった。線路東側の駅舎側単式ホームが上り1番線、対向側島式ホーム駅舎側が下り2番線、島式ホームの駅舎と反対側の線が上下共用の副本線の3番線となっていた。そのほか安全側線と、1番線の長万部方から分岐し駅舎南側への行き止まりの側線を1線有していた。交換設備運用廃止後は副本線を含めた線路と島式ホームは撤去されたが、ホーム前後の線路は転轍機の名残で湾曲している。
岩見沢駅管理の無人駅となっている。駅舎は構内の東側（岩見沢方面に向かって右手側）に位置し単式ホーム中央部分に接している。有人駅時代の駅舎は改築され、入口の戸が自動ドアになっており、明かり採り窓にステンドグラス調のパネルが設置され、舎内に小上がりのスペースが設けられたコンパクトな駅舎となっている。待合所とは別棟で、やはり明かり採り窓にステンドグラス調のパネルが設置されたトイレ棟を有する。
交換設備運用廃止後に使われなくなった跨線橋は、駅裏の地域と駅前の地域を結ぶ連絡橋として活用されている。

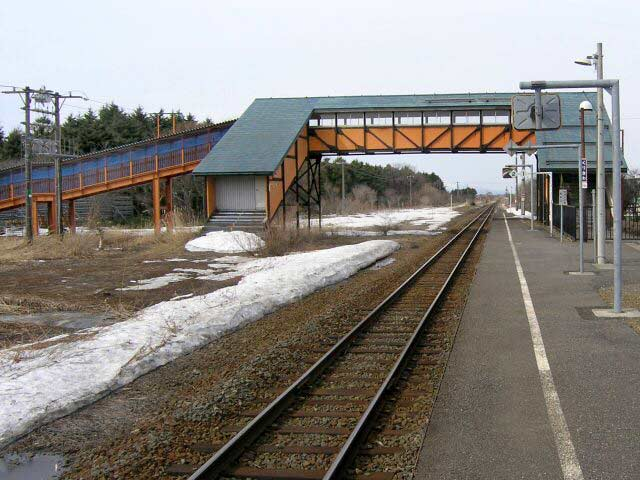
駅ホームと跨線橋（2005年4月）
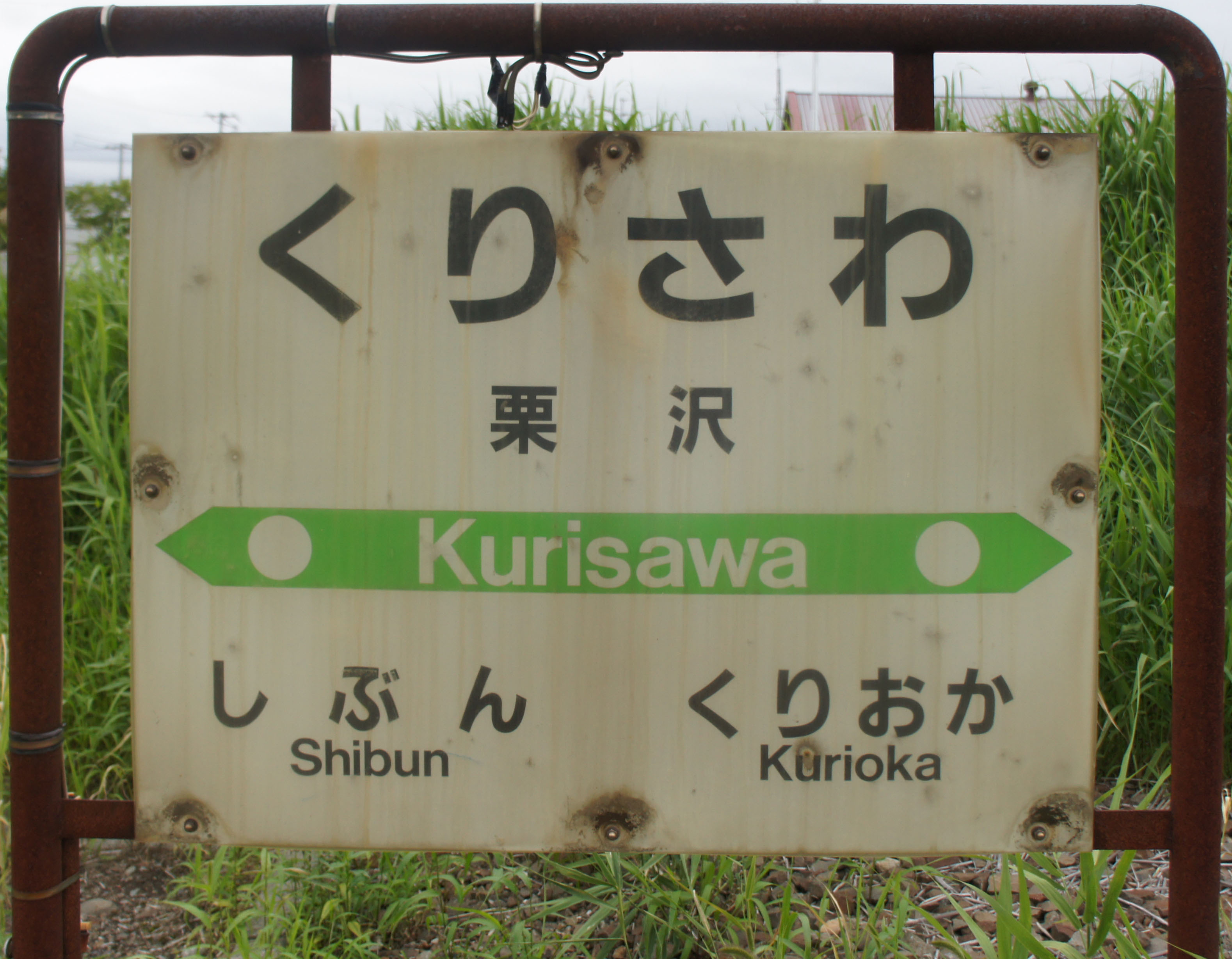
駅名標（2017年7月）

## 利用状況
乗車人員の推移は以下のとおり。年間の値のみ判明している年については、当該年度の日数で除した値を括弧書きで1日平均欄に示す。乗降人員のみが判明している場合は、1/2した値を括弧書きで記した。また、「JR調査」については、当該の年度を最終年とする過去5年間の各調査日における平均である。
| 年度               | 乗車人員 | 乗車人員 | 乗車人員 | 出典       | 備考               |
| 年度               | 年間     | 1日平均  | JR調査   | 出典       | 備考               |
| ------------------ | -------- | -------- | -------- | ---------- | ------------------ |
| 1981年（昭和56年） |          | 132      |          | [ 13 ]     | 1日乗降客数：264人 |
| 1992年（平成04年） |          | 94       |          | [ 12 ]     | 1日乗降客数：188人 |
| 2016年（平成28年） |          |          | 47.4     | [ JR北 2 ] |                    |
| 2017年（平成29年） |          |          | 45.4     | [ JR北 3 ] |                    |
| 2018年（平成30年） |          |          | 39.4     | [ JR北 4 ] |                    |
| 2019年（令和元年） |          |          | 38.4     | [ JR北 5 ] |                    |
| 2020年（令和02年） |          |          | 36.8     | [ JR北 6 ] |                    |
| 2021年（令和03年） |          |          | 36.4     | [ JR北 7 ] |                    |
| 2022年（令和04年） |          |          | 32.8     | [ JR北 8 ] |                    |
| 2023年（令和05年） |          |          | 32.6     | [ JR北 9 ] |                    |

## 駅周辺
- 国道234号
- 北海道道374号栗沢停車場線
- 北海道道274号栗沢南幌線
- 北海道道728号中幌向栗沢線
- 岩見沢市役所栗沢支所（旧・栗沢町役場）
- 岩見沢市立栗沢病院
- 岩見沢警察署栗沢駐在所
- 栗沢郵便局
- 栗沢本町簡易郵便局
- 空知信用金庫栗沢支店
- いわみざわ農業協同組合（JAいわみざわ）栗沢支所
- 岩見沢市立栗沢中学校
- 岩見沢市立栗沢小学校
- 栗沢灌漑溝
- 北海道中央バス（岩見沢営業所）「栗沢駅前」停留所[15]

## 隣の駅
北海道旅客鉄道（JR北海道）
室蘭本線
栗丘駅 - 栗沢駅 - 志文駅

### JR北海道
1. ↑  線区別のご利用状況
2. ↑  「■室蘭線(沼ノ端・岩見沢間)」『駅別乗車人員  特定日調査（平日）に基づく』（PDF）（レポート）北海道旅客鉄道、2017年12月8日、8頁。オリジナルの2021年3月4日時点におけるアーカイブ。2025年6月19日閲覧。
3. ↑  「■室蘭線(沼ノ端・岩見沢間)」『駅別乗車人員  特定日調査（平日）に基づく』（PDF）（レポート）北海道旅客鉄道、2018年7月2日、8頁。オリジナルの2021年3月4日時点におけるアーカイブ。2025年6月19日閲覧。
4. ↑  「■室蘭線(沼ノ端・岩見沢間)」『駅別乗車人員  特定日調査（平日）に基づく』（PDF）（レポート）北海道旅客鉄道、2019年10月18日、8頁。オリジナルの2021年3月4日時点におけるアーカイブ。2025年6月19日閲覧。
5. ↑  「■室蘭線(沼ノ端・岩見沢間)」『駅別乗車人員  特定日調査（平日）に基づく』（PDF）（レポート）北海道旅客鉄道、2020年10月30日、8頁。オリジナルの2022年1月30日時点におけるアーカイブ。2025年6月19日閲覧。
6. ↑  「■室蘭線(沼ノ端・岩見沢間)」『駅別乗車人員  特定日調査（平日）に基づく』（PDF）（レポート）北海道旅客鉄道、7頁。オリジナルの2023年5月11日時点におけるアーカイブ。2025年6月19日閲覧。
7. ↑  「■室蘭線(沼ノ端・岩見沢間)」『駅別乗車人員  特定日調査（平日）に基づく』（PDF）（レポート）北海道旅客鉄道、7頁。オリジナルの2022年9月3日時点におけるアーカイブ。2022年9月3日閲覧。
8. ↑  「■室蘭線(沼ノ端・岩見沢間)」『駅別乗車人員  特定日調査（平日）に基づく』（PDF）（レポート）北海道旅客鉄道、7頁。オリジナルの2023年11月10日時点におけるアーカイブ。2023年11月10日閲覧。
9. ↑  「■室蘭線(沼ノ端・岩見沢間)」『駅別乗車人員  特定日調査（平日）に基づく』（PDF）（レポート）北海道旅客鉄道、2024年、7頁。オリジナルの2024年11月25日時点におけるアーカイブ。2024年9月9日閲覧。